# Axsjön (Gåsinge-Dillnäs socken, Södermanland, 655945-158302)
Axsjön är en sjö i Gnesta kommun i Södermanland och ingår i Trosaåns huvudavrinningsområde. Sjön är 7,8 meter djup, har en yta på 0,03 kvadratkilometer och är belägen 48 meter över havet.